# Borut Bilač
Borut Bilač (Yugoslavia, 14 de abril de 1965) es un atleta yugoslavo retirado especializado en la prueba de salto de longitud, en la que ha conseguido ser medallista de bronce europeo en 1990.

## Carrera deportiva
En el Campeonato Europeo de Atletismo de 1990 ganó la medalla de oro en el salto de longitud, llegando hasta los 8.09 m, tras el alemán Dietmar Haaf (oro con 8.25 m) y el españols Ángel Hernández (plata con 8.15 m).